# Iain Duncan
Iain C. Duncan (Weston, 4 agosto 1963) è un allenatore di hockey su ghiaccio, dirigente sportivo ed ex hockeista su ghiaccio canadese.

## Carriera

### Giocatore
Venne scelto al draft 1983 dai Winnipeg Jets, dopo alcune ottime stagioni a livello giovanile.
Tra il 1983 e il 1987 si mise in luce a livello universitario con la maglia della Bowling Green State University, tanto che nel 2000 venne selezionato nella seconda squadra del secolo dell'università.
Fece il suo esordio coi Jets nel 1987, raccogliendo poi nelle quattro stagioni successive 138 presenze in NHL. Disputò anche 131 incontri con il farm team dei Jets in American Hockey League, i Moncton Hawks.
Tra il 1991 ed il 1995 giocò nelle minors: in International Hockey League coi Phoenix Roadrunners, nuovamente in AHL con gli Adirondack Red Wings ed in ECHL coi Toledo Storm. Nella stagione 1995-1996 rimase lontano dal ghiaccio, per tornare poi a giocare in Central Hockey League coi Nashville Nighthawks (di cui fu giocatore-allenatore nella stagione 1996-1997) e i Nashville Ice Flyers (1997-1998).

### Allenatore e dirigente
Nel luglio del 2018 venne nominato assistente allenatore e assistente general manager dei neonati Mentor Ice Breakers, squadra iscritta alla Federal Hockey League. Poche settimane dopo l'annuncio, la dirigenza della società scelse di sollevare dall'incarico di allenatore e general manager Joe Pace Sr., promuovendo Duncan.